# Limba khazară
 Limba khazară, cunoscută și sub denumirea de Khazaric sau Khazaris, a fost un grup de dialecte turcice vorbit de către khazari, un grup de popoare turcice seminomade originare din Asia Centrală. Există puține înregistrări scrise ale limbii, iar caracteristicile sale nu sunt cunoscute. Se crede că a dispărut treptat până în secolul al XIII-lea d.Hr., pe măsură ce vorbitorii săi au fost asimilați în populațiile vecine de limbă turcică. 
Există o dispută între lingviștii și istoricii popoarelor turice cu privire de ce ramură a familiei de limbi turcice aparține. O teorie consideră că aparține ramurii oghure („lir”), parte a familiei de limbi turcice, în timp ce o altă teorie presupune că aparține ramurii comune turcice. 

## Clasificare

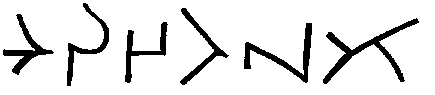
Scrisoarea Kieveană din secolul al X-lea, cu o inscripție de tip Orhon ce semnifică OKHQURÜM, „Am citit (asta)”.

Există multe probleme cu privire clasificarea exactă a limbii khazare. Una dintre problemele de bază este natura vagă a numelui însuși (limbă khazară). Nu a fost încă stabilit dacă se referă la un trib turcic specific, sau dacă a avut o origine politică și geografică și care nu era de natură etnolingvistică. Statul khazar era unul poliglot (multilingv) și multicultural, cu prezența atestată a unor limbi iraniene, finice, ugrice, slave și nord-caucaziene. Conform datelor antropologice, acesta a fost condus de o regalitate central-asiatică mongoloidă (cu unele elemente europoide), triburi de bază care au format dinastia conducătoare. Triburile turcice vorbeau probabil o serie de limbi turcice. Savanții au considerat că este posibil ca termenul khazar să denumească una sau chiar mai multe limbi; cu toate acestea, sursele nu pot determina amploarea utilizării sale.
Cronicile vremii nu sunt clare cu privire la apartenența lingvistică a limbii khazare. Cronicarul Al-Istakhri din secolul al X-lea a scris două relatări contradictorii: „limba khazarilor este diferită de limba turcilor și a perșilor și nici o limbă a (vreunui) grup uman nu are ceva în comun cu ea și limba bulgarilor este ca limba khazarilor, dar burtașii au o altă limbă”. Al-Istakhri a menționat că populația din Darband vorbea khazară împreună cu alte limbi locale specifice zonei. Al-Masudi a enumerat khazarii printre tipurile de turci și a remarcat că sunt numiți sabiri într-o limbă turcică și Xazar în persană. Al-Biruni, în timp ce menționa bulgarii de pe Volga și sawarii (sabirii), a remarcat că limba lor era un „amestec de turcică și khazară”.  Al-Muqaddasi a descris limba khazară drept „foarte neinteligibilă”.
Comparativ cu uniformitatea limbilor turcice, Al-Istakhri a menționat „în ceea ce privește turcii, toții, de la toquz oghuzi, qirgiz, kimeki, oguzi, qarluq, limba lor este una și aceeași. Ei se înțeleg unii pe celalți.” Chiar dacă khazara aparținea, sau era similară cu limbile oguro-bulgare, totuși era destul de diferită.
Denumiri păstrate din limba khazară sunt: Beg, Bolušči, Ishad, Il-Teber/El-Teber, Qağan, Kundu Qağan, Jâwšîġr, Tarxan, Tudun, Yabgu, Yilig/Yelig), antroponime (Itaq) și toponime (Sarkel/Šarkil, Sarığšın/Sarığčın), în cea mai mare parte de origine turcică. Interpretările lingvistice nu indică dacă acestea sunt turcice comune sau parte a ramurii oghurice.

## Vezi și
- Dicționar khazar, roman